# 淀川駅 (国鉄)
淀川駅（よどがわえき）は、かつて大阪府大阪市都島区中野町にあった貨物駅である。

## 概要
淀川駅は1927年（昭和2年）12月10日に大阪環状線桜ノ宮駅北側の浄水場跡、現在の大阪市立総合医療センター・桜ノ宮リバーシティーの付近に設けられた。
開業当初は、片町線（学研都市線）鴫野駅に至る通称淀川貨物線および、城東線（現在の大阪環状線）京橋駅とを結ぶ貨物線が新設され、その後、城東線の電車化に伴い淀川駅構内東側に淀川車庫（のちに淀川電車区へと改称）が開設される。
しかし、貨物輸送が自動車輸送へと移行し始め、1982年（昭和57年）に淀川駅を廃止して、電車区への入出区のための信号場となっていたが、淀川電車区の移転により廃止となった。

## 歴史
- 1927年（昭和2年）12月10日：淀川駅開業[1]。
- 1932年（昭和7年）10月20日：淀川車庫開設。
- 1936年（昭和11年）9月1日：淀川車庫を淀川電車区に改称。
- 1982年（昭和57年）11月15日：淀川駅を廃止し[3]淀川信号場となる。
- 1985年（昭和60年）3月14日：淀川電車区が移転し、淀川信号場が廃止となる[2]。

## 貨物駅としての規模
国土地理院公開による、【整理番号＝CKK748　コース番号＝C13　写真番号＝23　撮影年月日、1975年3月14日(昭50年)】の空撮カラー画像では、東西に伸びるコンテナホーム3面と、各ホーム面の両側にはコンテナ専用荷役線（1面当たり2線×3面＝計6線）が配置され、大量のコンテナが取り扱われていた。コンテナは、国鉄および私有コンテナいずれも、5 t級のみの取り扱いとなっていた。
また、3面すべてのコンテナホームを挟み込む形で、まず最北側には大量の小荷物の仕分けを行なうための、長大な屋根つき荷役ホームが 1棟設置されていた。この荷役ホームの南側面（コンテナホームの最北側方向）には、1車線の荷役線を含む数本の貨物用線路を備えている。さらにホーム西側端の続きには、これらの数本の貨物線を抱え込む形でガントリークレーン式の荷役用クレーンや、続く最西端の車止め近くには、この数本の貨物線に貨車を平行に移動させて複数のグループ編成に仕分けるための、淀川駅名物の小型トラバーサーなどが備わっている。
この貨物ホーム前（北側）には、広大な露天広場（トラックなどの作業スペース）と、さらに広場最北側で扇状に連らなる外壁に沿う形で、外壁中央部の正門より東西の両側に分かれて、それぞれに国鉄や通運各社などの事務所や建屋が連なっている。また正門より東側に位置する数棟の連なった事務所棟の終端に続いて、その位置から一気に南東方向へ 45度方向に切り込むイメージで屋根つき貨物ホームと、その北側面には 1車線の荷役線が設置されている。なお、貨物ホーム荷役線のすぐ北側には、電車区が連なっている。
そのほかに、コンテナホーム最南側にも露天ながら、数本の貨物線を跨ぐ門形クレーンを備えた荒荷スペースと、さらに南側には複数の側線を備えた大型の倉庫が数棟連なるなど、比較的規模のある貨物駅であった。